# Graham Kendrick

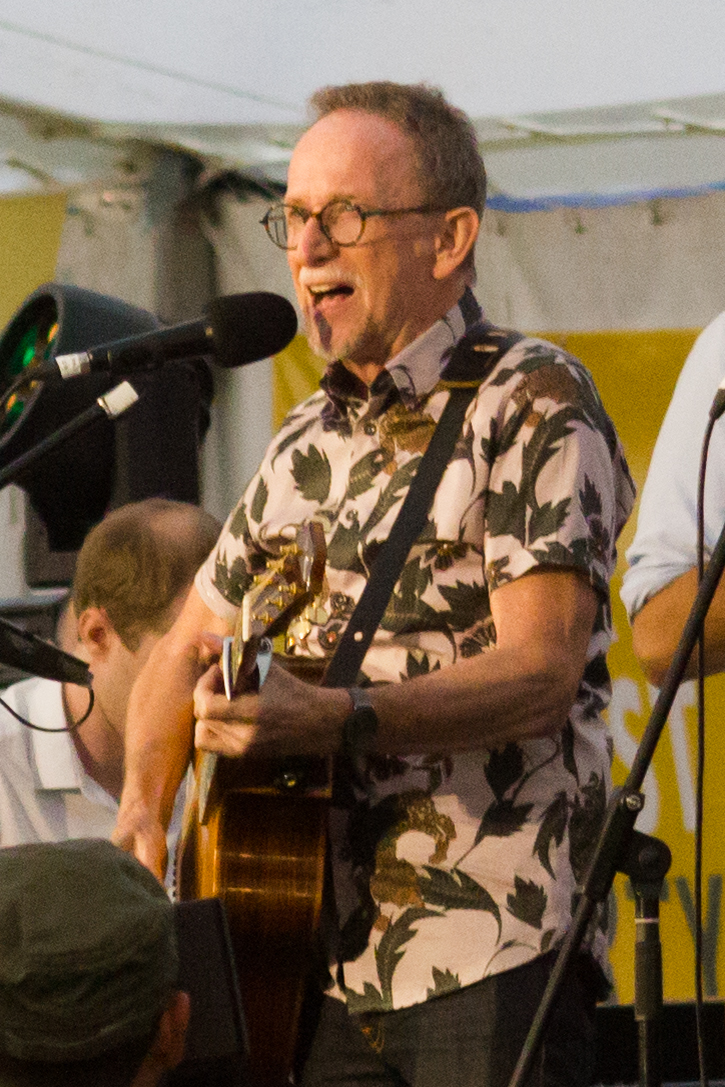
Graham Kendrick, 2019

Graham Kendrick (* 2. August 1950 in Blisworth, Northamptonshire) ist ein britischer Lobpreis-und-Anbetungs-Musiker.

## Leben
Graham Kendrick ist als Sohn eines Baptistenpastors in Northamptonshire geboren. Er begann eine Ausbildung als Lehrer, ist jedoch seit 1972 als Sänger und Songwriter tätig.
Das weltweit in vielen Gemeinden bekannte und gesungene Lobpreislied Shine, Jesus, Shine wurde von ihm geschrieben.
1995 wurde ihm der Dove Award verliehen. Im Jahr 2000 hat er einen Ehrendoktortitel der Theologie von der Brunel University für seine Verdienste verliehen bekommen.

## Diskografie
- 1971: Footsteps on the Sea (Key Records)
- 1972: Bright Side Up (Key Records)
- 1974: paid on the nail (Key Records)
- 1976: breaking of the daw (Dovetail)
- 1978: fighter (Dovetail)
- 1979: Jesus Stand Among Us (Dovetail)
- 1980: Triumph in the Air (Glenmore Music)
- 1981: 18 classics (Kingsway)
- 1981: Cresta Run (Kingsway)
- 1981: the king is among us (Kingsway)
- 1983: Nightwatch(Kingsway)
- 1983: the blame (Kingsway)
- 1984: Let God Arise (Kingsway)
- 1985: Magnificent Warrior(Kingsway)
- 1986: Make Way for the King of Kings – A Carnival of Praise (Kingsway)
- 1988: Make Way for Jesus – Shine Jesus Shine (Make Way Music)
- 1988: Make Way for Christmas – The Gift (Make Way Music)
- 1989: Let the Flame Burn Brighter (single) (Make Way Music)
- 1989: Make Way for the Cross – Let the Flame Burn Brighter (Make Way Music)
- 1989: We Believe (Star Song)
- 1991: Crown Him (Integrity Music)
- 1992: King of the Nations (Word UK)
- 1992: Crown Him – The Worship Musical (Word UK)
- 1993: Spark to a Flame (Megaphone/Word UK)
- 1994: Rumours of Angels (Megaphone/Alliance)
- 1995: Is Anyone Thirsty? (Megaphone/Alliance)
- 1996: Illuminations (Megaphone/Alliance)
- 1997: No More Walls (Make Way Music/Alliance)
- 1998: No scenes of stately majesty (E.P) (Megaphone/Alliance)
- 2000: The Millennium Chorus (Millennium Chorus Ltd)
- 2001: The Easter Collection (Make Way Music/World Wide Worship)
- 2001: What Grace (Make Way Music/Fierce!)
- 2001: Rumours of Angels / The Gift Double CD (Make Way Music/Fierce!)
- 2002: The Prayer Song Collection (Make Way Music/World Wide Worship)
- 2002: The Psalm Collection (Make Way Music/World Wide Worship)
- 2003: Do Something Beautiful (Make Way Music/Fierce!)
- 2004: Sacred Journey (Make Way Music/Fierce!)
- 2005: USA Live Worship (Make Way Music)
- 2006: Out Of The Ordinary (Make Way Music/Fierce!)